# Джон Копли
Джон Сингълтън Копли (на английски: John Singleton Copley) (3 юли 1738, Бостън - 9 септември 1815, Лондон) е американски и английски художник от XIX век, майстор на портрети и историческа живопис.

## Биография
Роден е в Бостън. Неговият баща е бил художник. Сам усъвършенства художествения си талант, повлиян е силно от Джон Рейнолдс и други майстори на това време.
През 1766 г. изпраща в Лондон на изложба своята картина „Момче с катеричка“ и получава най-възторжени отзиви, включително и от Джон Рейнолдс, който казва, че Копли може да стане господар на света.
През 1774 г., в очакване на Войната за независимост на САЩ, Копли и семейството му се установяват в Лондон. Там става близък приятел с художника Бенджамин Уест - негов сънародник, пристигнал в Англия 11 години по-рано и вече налагащ се сред обществеността. По молба на Уест той се обръща към историческия жанр и първата му значителна работа от този вид е „Уотсън и акулата“, където художникът разработва темата за борбата на човека с разрушителните сили на природата, която в бъдеще ще стане отличителен белег на романтизма през XIX век.
През 1799 г. Копли става член на Кралската академия на изкуствата.
В последните години от живота си е с влошено здраве, обаче продължава да работи до последните месеци от живота.
Почива в Лондон на 9 септември 1815 г.

## Творчество
Творбите му се отличават с трезв и ясен поглед върху характера на човек.
- „Момче с катеричка“ (портрет на брат му), 1765 г.
- „Г-н и г-жа Томас Мифлайн“, 1773 г.
- „Пол Ревир“, 1769 г.
- „Г-жа Изикиъл Голдуейт“, 1771 г.
- „Уотсън и акулата“, 1778 г.

Почти всичките му творби се съхраняват в Музея за изящни изкуства в Бостън и дават представа, че Копли е един от най-добрите американски художници портретисти на своето време. Творбите му имат елементи от стила рококо.

## Галерия
- „Самюъл Адамс“, 1772
- „Семейство Копли“, 1776
- „Пол Ревир“, 1770
- „Уотсън и акулата“, 1778
- „Подвига на майор Пиърсън“, 1782—1784
- „Малката стопанка с птица и куче“